# 野草平十郎
野草 平十郎（のぐさ へいじゅうろう、1913年〈大正2年〉6月19日 - 1999年〈平成11年〉5月6日）は、日本の政治家。1978年（昭和53年）から1990年（平成2年）までの3期にわたり、兵庫県尼崎市長を務めた。勲三等旭日中綬章。

## 来歴
兵庫県出身。旧制尼崎中学校（現・兵庫県立尼崎高等学校）を卒業後、兵庫県武庫郡大庄村役場に土木部書記として入庁。大庄村が1942年（昭和17年）に尼崎市へ編入されると、1962年（昭和37年）に収入役となった。1966年（昭和41年）4月1日には助役となる。1977年（昭和52年）4月1日に退任した。

### 1978年尼崎市長選挙
1978年の市長選に、日本社会党や日本共産党などの推薦を得て革新系無所属として出馬。保守系無所属で自民党、公明党、民社党、新自由クラブ、社会民主連合の支持を受けた元兵庫県警本部長・海江田鶴造をやぶり初当選を果たした。3期12年続いた篠田隆義（社会党公認）による革新市政を継承した。
※当日有権者数：-人 最終投票率：-%（前回比：-pts）
| 候補者名   | 年齢 | 所属党派 | 新旧別 | 得票数   | 得票率 | 推薦・支持                           |
| ---------- | ---- | -------- | ------ | -------- | ------ | ------------------------------------ |
| 野草平十郎 | 65   | 無所属   | 新     | 92,748票 | 52.2%  | 社会・共産推薦                       |
| 海江田鶴造 | 55   | 無所属   | 新     | 84,794票 | 47.8%  | 自民・公明・民社・新自ク・社民連支持 |

同年12月12日に市長に就任した。1982年（昭和57年）の市長選では、社会、共産の両党の推薦を得て再選を果たした。1986年（昭和61年）、3選を果たした。
1990年に引退を表明する。1999年5月6日死去。85歳。